# Dalabergskyrkan
Dalabergskyrkan är en kyrkobyggnad sedan 2015 i Dalabergs församling (tidigare Bäve församling) i Göteborgs stift. Den ligger i stadsdelen Dalabergs centrum i Uddevalla kommuns centralort. Cirka 100 meter från kyrkan ligger Islamska centret Islamska centret i Uddevalla.

## Kyrkobyggnaden
Den är församlingens enda kyrka, invigd 1981 och belägen i stadsdelen Dalaberg. Byggnaden ritades av arkitekt Arne Nygård. I kyrkan finns förutom gudstjänstrummet en samlingssal och flera andra rum för olika verksamheter. Byggnaden är kvadratisk och klocktornet har utformats så att det ger ljusinsläpp över altaret. Den plåttäckta svängda tornhuven svävar på insatta pelare. Murarna är av fasadtegel. 
Kyrkorummet är solfjäderformat med vitmålade väggar och tak. Golvet är belagt med keramikplattor. För dopfunten finns ett utbyggt burspråk, helt i glas. Över det fristående altaret hänger ett triumfkrucifix. 

## Inventarier
- Triumfkrucifixet är gjort av Kjell Sjögren 1981.
- Antependium i sex delar samt utbytbar mittdel, komponerat och vävt av Gunilla Sjögren 1981.
- Dopskålen och dopkanna i nysilver har utformats av Uno Martinsson 1987.
- Ljusbäraren är tillverkad av Sune Strömberg 1991.
- På väggarna finns 24 reliefer.
- Orgeln har 2 manualer och 12 stämmor. Den är från Västbo Orgelbyggeri, invigd 1984.